# Central Railway Line

Rete ferroviaria della Tanzania

La Central Railway Line (Linea ferroviaria centrale) è la principale e la più antica arteria ferroviaria della Tanzania. Fu costruita agli inizi del XX secolo dall'amministrazione coloniale tedesca. La linea unisce il paese da est ad ovest, collegando Dar es Salaam, sulle coste dell'oceano Indiano, a Kigoma, sulle rive del lago Tanganica. Successivamente la Central Railway venne collegata alle altre ferrovie che venivano realizzate nel paese: oggi esistono diramazioni che la collegano alla ferrovia Tanga-Moshi e a alla Mwanza-Tabora.